# Nicolaas Posthumus
Nicolaas Posthumus (Amsterdam, 26 februari 1880 – Bussum, 18 april 1960) was een Nederlands econoom en hoogleraar economische geschiedenis aan de Nederlandsche Handels-Hogeschool in Rotterdam, die naam maakte als economisch-sociaal historicus. 
Posthumus was een van de oprichters van het Internationaal Instituut voor Sociale Geschiedenis in Amsterdam en van de faculteit voor Politieke en Sociale Wetenschappen aan de Universiteit van Amsterdam.

## Levensloop
Posthumus werd geboren als zoon van de aardrijkskundeleraar Nicolaas Wilhelmus Posthumus en Huibertje IJzerman. Hij volgde het gymnasium en ging in 1898 rechten studeren aan de Universiteit van Amsterdam. Van maart tot oktober 1901 was hij redacteur van het studentenblad Propria Cures. Hij deed onderzoek naar de huisindustrie in Nederland. In 1908 promoveerde hij tot doctor in de staatswetenschappen op het proefschrift "Geschiedenis van de Leidsche lakenindustrie".
Na zijn promotie gaf Posthumus enkele jaren les in staatshuishoudkunde en handelsrecht aan de gemeentelijke Handelsschool te Amsterdam. In 1913 werd hij hoogleraar economische geschiedenis aan de Nederlandsche Handels-Hogeschool in Rotterdam. In het jaar 1918-1919 was hij ook rector van de universiteit als opvolger van Gijsbert Weijer Jan Bruins. In 1922 werd hij aangesteld als docent bij de faculteit voor Letteren en Wijsbegeerte in Amsterdam en in 1932 richtte hij de Economisch-Historische Bibliotheek op. In 1941 nam hij ontslag als hoogleraar, uit protest tegen het gedwongen vertrek van de joodse hoogleraren. Na de bezetting keerde hij terug om in 1949 definitief afscheid te nemen, en in 1952 vertrok hij ook als directeur van het IISG.
Van 1946 tot 1958 was Posthumus directeur van de wetenschappelijke uitgeverij Brill. Van 1 januari 1949 tot zijn dood op 18 april 1960 was Posthumus voorzitter van het Nederlandsch Economisch-Historisch Archief.
Posthumus trad op 20 juli 1908 in het huwelijk met Dorothea van Loon, met wie hij een dochter en een zoon kreeg. Dit huwelijk werd in 1928 ontbonden. Op 7 januari 1931 trouwde hij voor de tweede maal, nu met de feministe Willemijn van der Goot. Het echtpaar kreeg een dochter. Tussen 1943 en 1945 gaf het gezin onderdak aan het joodse meisje Bep Koster. Daarvoor kregen Posthumus, Van der Goot en schoonzus Diaz-van der Goot in 2008 postuum de onderscheiding Rechtvaardige onder de Volkeren. Posthumus en Van der Goot scheidden in 1950.
In 1929 werd Posthumus tot lid van de Koninklijke Nederlandse Akademie van Wetenschappen benoemd. Ook gaf hij zijn naam aan het Posthumus Instituut voor Economisch-Sociale Geschiedenis.

## Werk

### Nederlandsch Economisch-Historisch Archief (NEHA)
Rond 1913 constateerde hij dat veel bedrijfsarchieven verdwenen, wat onderzoek naar de economische geschiedenis bemoeilijkte. De naar hem genoemde commissie-Posthumus leidde in 1914 tot de oprichting van het Nederlandsch Economisch-Historisch Archief (NEHA) in Den Haag. De oprichting van het NEHA gaf een impuls aan de beoefening van de bedrijfsgeschiedenis. Posthumus werd er directeur-secretaris.

### Internationaal Instituut voor Sociale Geschiedenis (IISG)

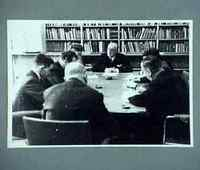
Nicolaas Posthumus tijdens een persconferentie in november 1936 over gestolen documenten van Trotski (Collectie IISG)

In 1934 maakte een medewerkster van die bibliotheek, Annie Adama van Scheltema-Kleefstra, hem erop attent dat de archieven van de Oost-joodse arbeidersvereniging Bund te koop waren. Ze meende dat Nehemia de Lieme, de directeur van de Centrale Arbeiders Verzekerings- en Depositobank, de aankoop wel zou willen bekostigen. In november 1934 kon het archief worden aangeschaft. De collectie vormde de basis voor het Internationaal Instituut voor Sociale Geschiedenis (IISG) dat op 25 november 1935 door Posthumus werd opgericht en op 11 maart 1937 officieel werd geopend. Hij bood ook het Internationaal Archief voor de Vrouwenbeweging ruimte in het IISG. Gedurende de jaren dertig verwierf hij voor het IISG onder meer een archief van Karl Marx en Friedrich Engels, en het archief van de Sozialdemokratische Partei Deutschlands.

### Plannen voor een faculteit
In 1939 publiceerde Posthumus het tweede deel van zijn Geschiedenis van de Leidsche lakenindustrie. Tijdens de Tweede Wereldoorlog werd hij ontslagen. Het IISG werd gesloten en grote delen van de collectie werden weggevoerd. 
In 1942 maakte hij met Jan Romein plannen voor de naoorlogse oprichting van een rijksinstituut voor oorlogsdocumentatie en een stichting voor politieke en sociale wetenschappen, die zou moeten leiden tot de oprichting van een faculteit voor politieke- en sociale wetenschappen aan de Universiteit van Amsterdam. 
Beide instituten kwamen er inderdaad, alsook de nieuwe faculteit, maar de rol van Posthumus was niet zo groot meer. In 1949 nam hij ontslag als hoogleraar en in 1952 als directeur van het IISG. 
Hij publiceerde in 1953 nog een boek over de Oostzee-handel en bepleitte de oprichting van een instituut voor het Nabije Oosten, dat in 1956 werd geopend.

## Belangrijkste werken
- Bronnen tot de geschiedenis van de Leidsche textielnijverheid (6 delen, uitgegeven in de serie Rijks Geschiedkundige Publicatiën)
- De neringen in de Republiek
- Nederlandsche prijsgeschiedenis